# Brezová pod Bradlom
Brezová pod Bradlom (Hongaars:Berezó) is een Slowaakse gemeente in de regio Trenčín, en maakt deel uit van het district Myjava.
Brezová pod Bradlom telt 5567 inwoners.

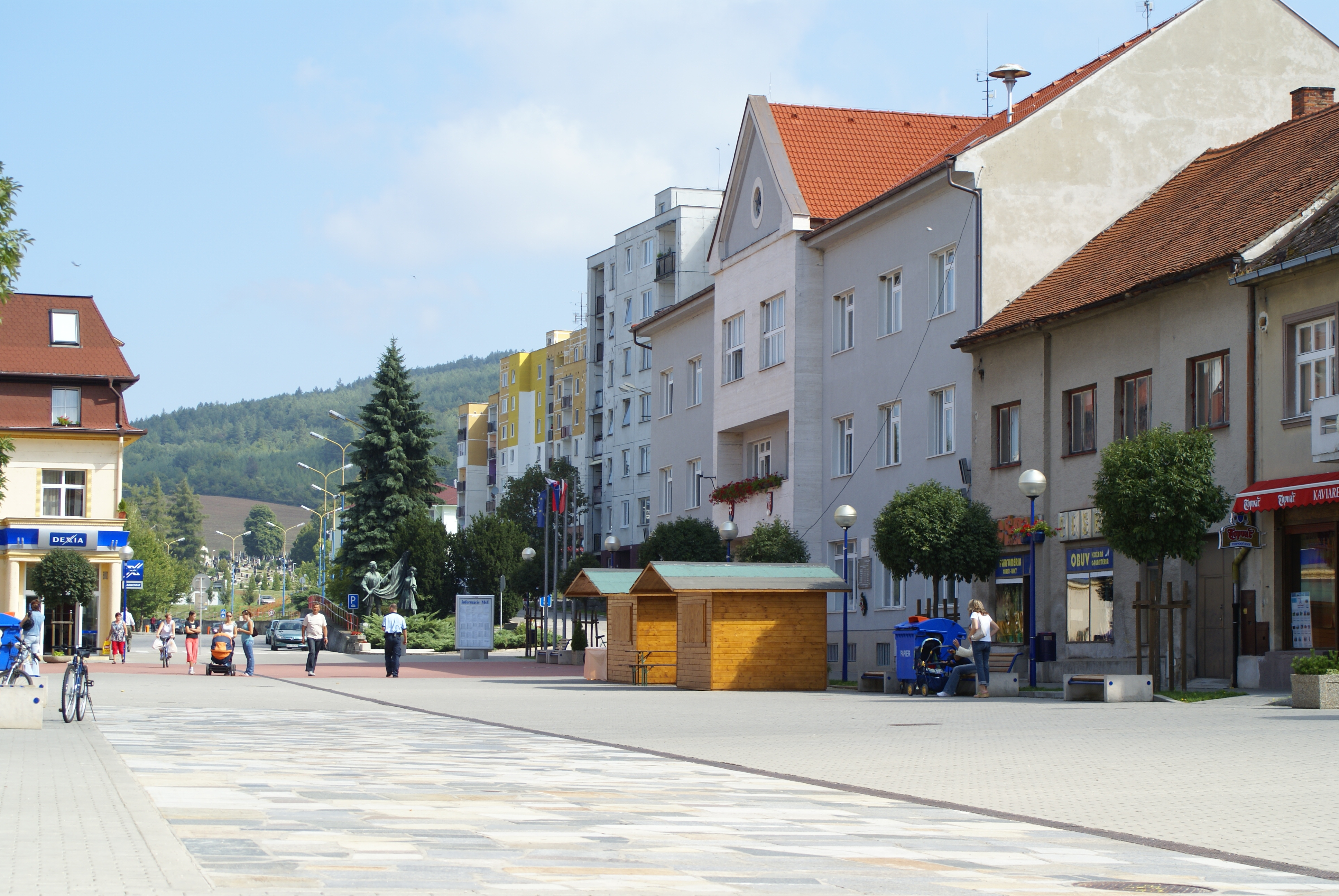
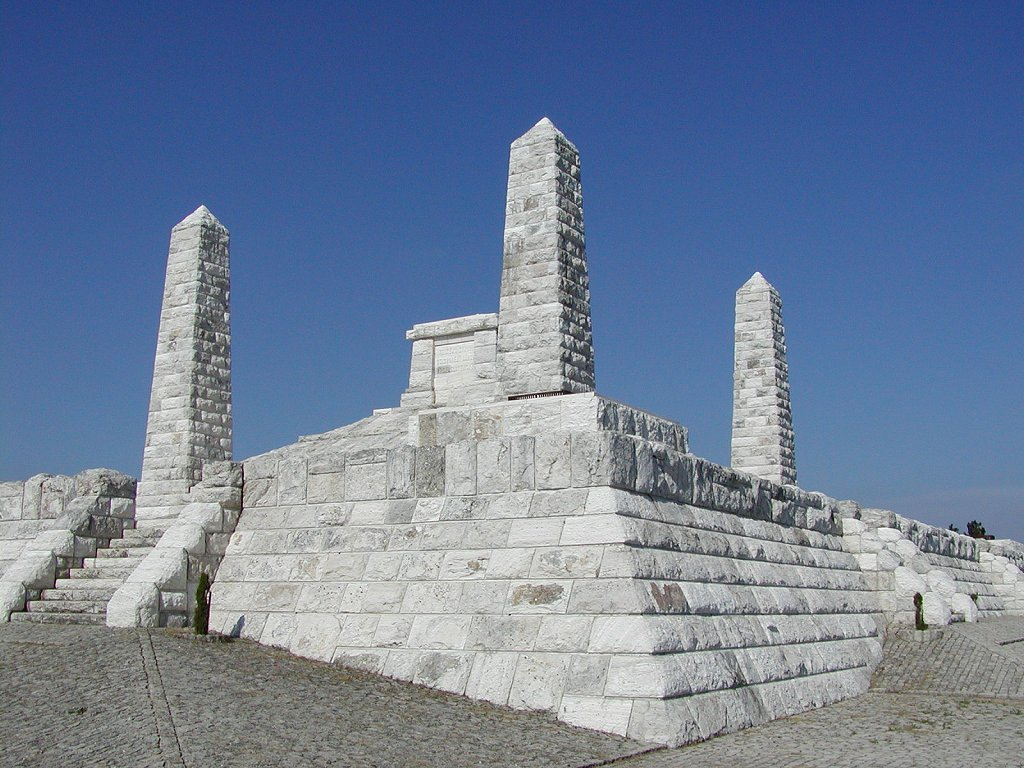
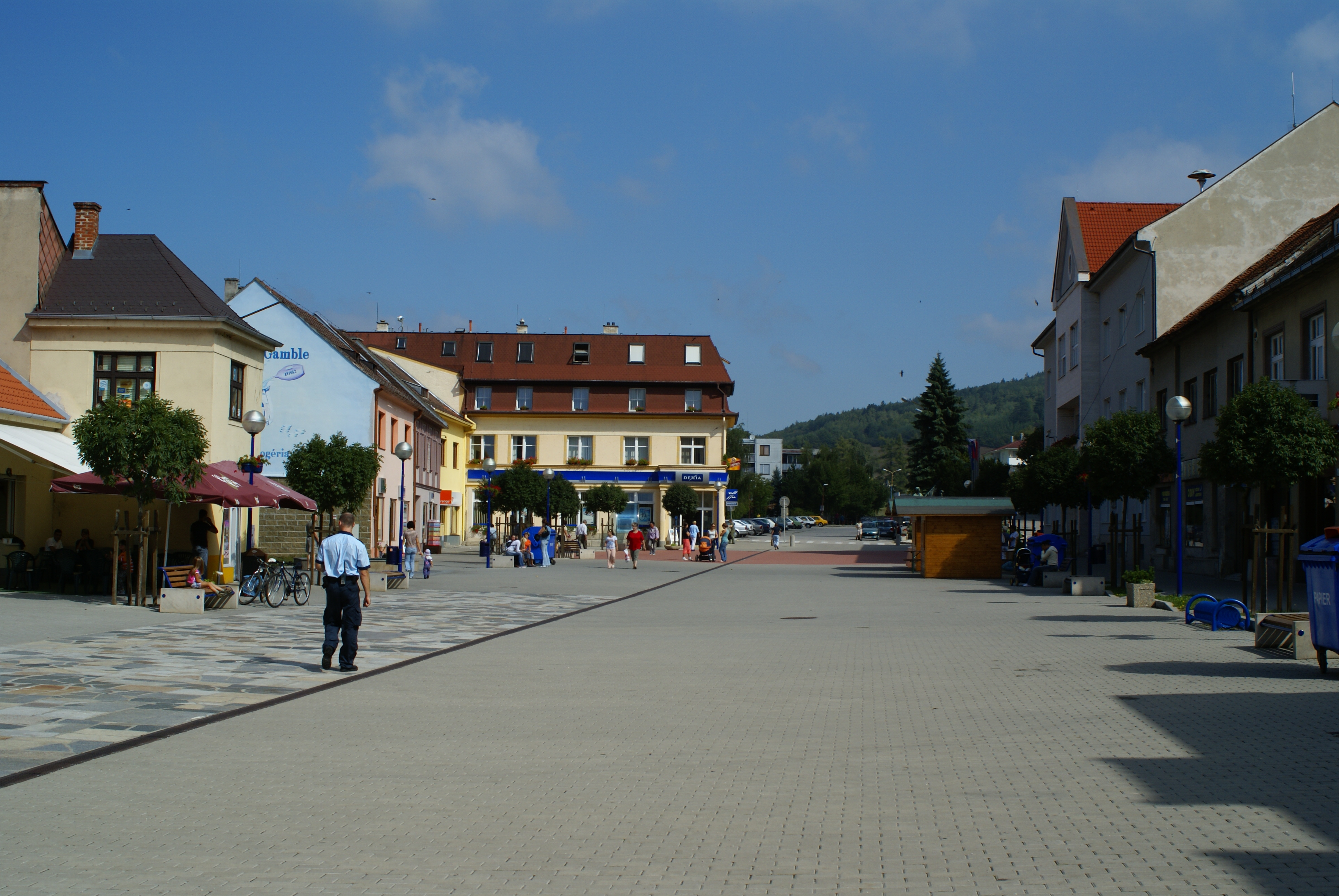
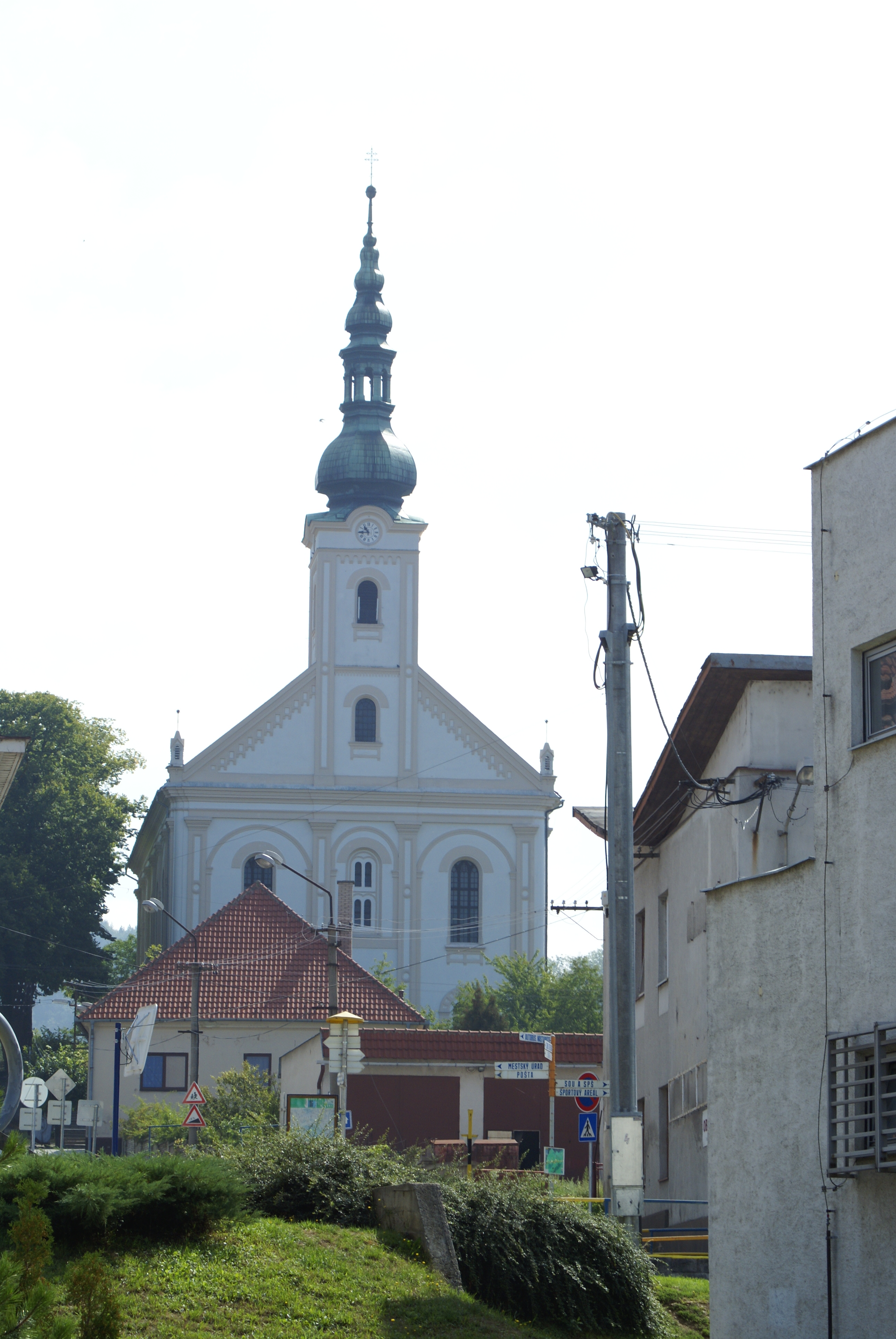
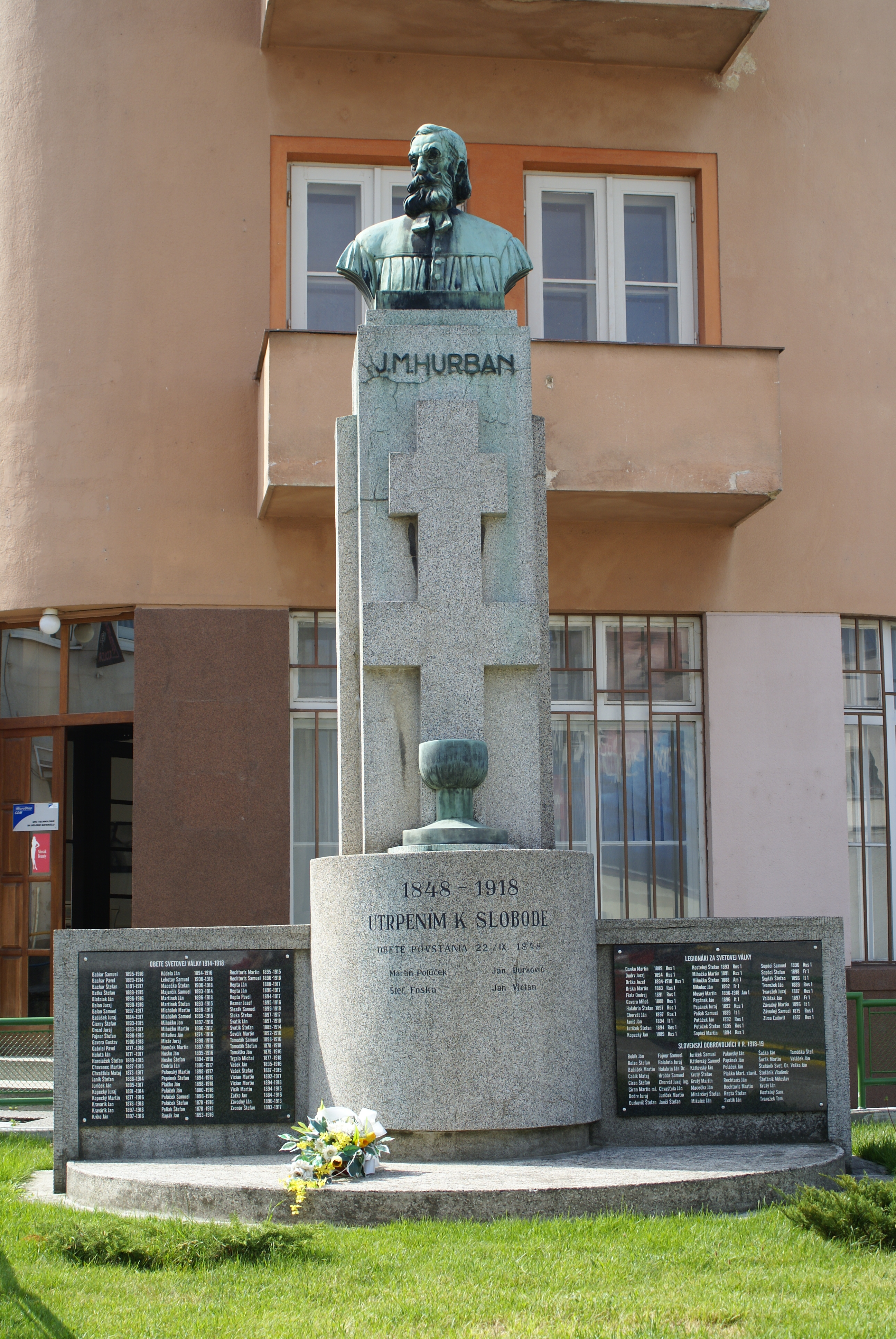
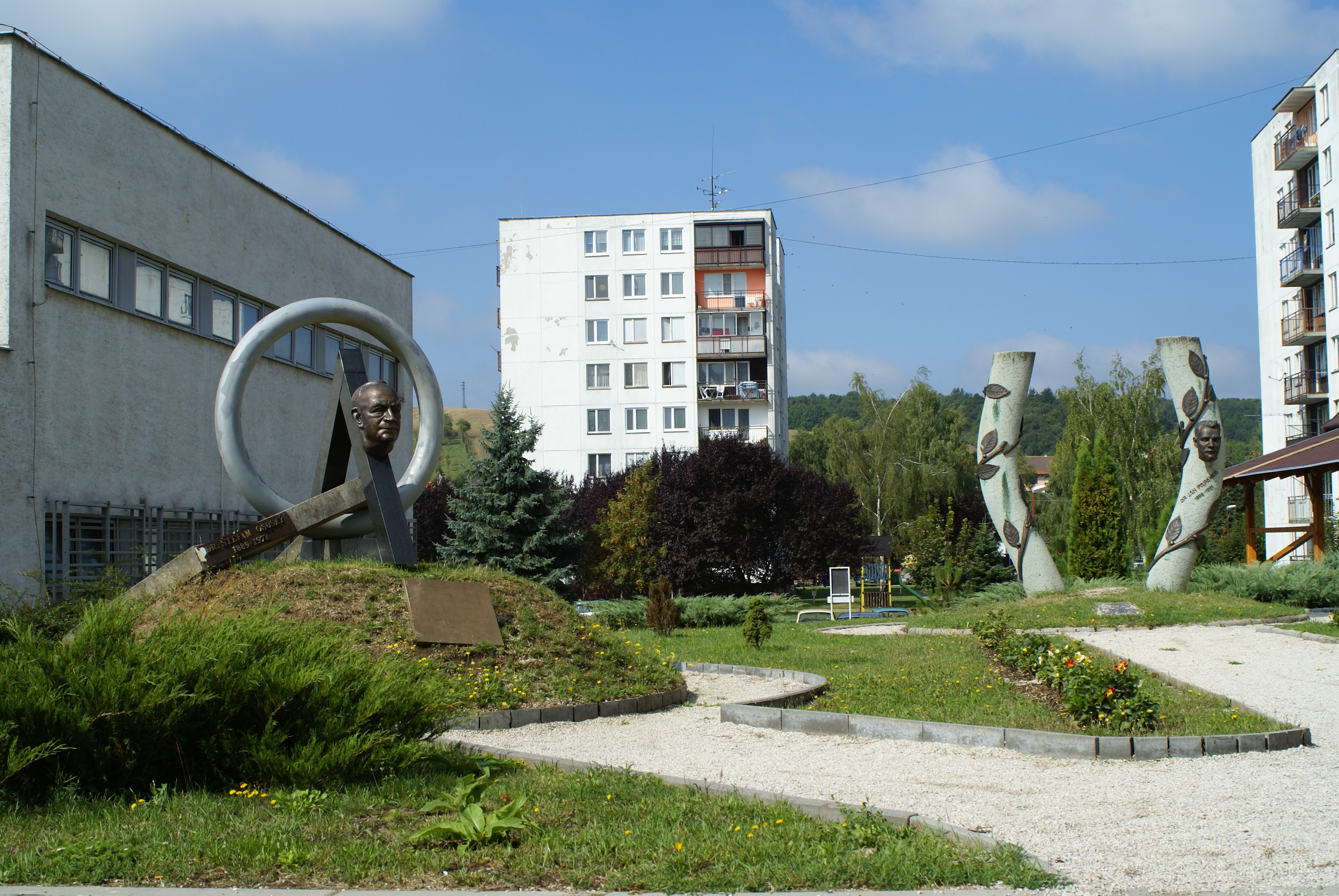